# باغ سیب مهرشهر
باغ ملی سیب مهرشهر باغی ملی در بلوار ارم مهرشهر است. این باغ یکی از جاذبه‌های گردشگری سرسبز و وسیع کلانشهر کرج به‌شمار می‌رود که متعلق به فرح پهلوی است. این باغ به مثابه ریه تنفسی برای این شهر عمل می‌کند و یک باغ ملی محسوب می‌شود. این باغ که به باغ سیب شمس یا باغ سیب مهرشهر مشهور است، دارای ۳۴۰ هکتار مساحت و از اموال مصادره شده است، این باغ سال‌هاست در اختیار بنیاد مستضعفان بوده است. باغ سیب مهرشهر کرج در نزدیکی کاخ مروارید (شمس سابق) در جنوب غربی این شهر واقع است و اکنون توسط بنیاد مستضعفان اداره می‌شود. این باغ دارای ۷۰ هزار اصله درخت میوه شامل گلابی، سیب، هلو، گردو و آلو می‌باشد.
باغ سیب که دیرینگی آن به دوران پهلوی بازمی‌گردد، دارای درختانی کهنسال و چشم‌اندازی زیبا است. باغ سیب مهرشهر به رغم داشتن مالکان حقیقی و حقوقی جزء سرمایه‌های طبیعی و ملی شهر کرج محسوب می‌شود.
این باغ ۳۴۰ هکتاری ۸۰ هکتارش به دست دانشگاه علامه طباطبایی زمین صیفی‌جات شد، و ۳۵ هکتار دیگرش خشک شده است.
سال‌ها باغ سیب مهرشهر کرج در معرض تهدید و تخریب بود که خوشبختانه مشکلات موجود در این خصوص برطرف شد. با ثبت ملی این سرمایه طبیعی، باغ سیب مهرشهر کرج برای همیشه باغ سیب ماند. باغ سیب مهرشهر کرج اسفندماه سال ۱۳۹۵ در فهرست آثار ملی به ثبت رسید.
باغ سیب مهرشهر از گنجینه‌های ژنتیکی گیاهی و یکی از بزرگ‌ترین سرمایه‌های زیست‌محیطی و از جاذبه‌های گردشگری کلان‌شهر کرج است. این باغ که قدمت آن به دوره پهلوی بازمی‌گردد و جزئی از محوطه تاریخی کاخ مروارید به‌شمار می‌آید، زمانی دارای ۷۰ هزار اصله درخت شامل گلابی، سیب، هلو، گردو و آلو بود اما از دهه‌های گذشته و به‌طور خاص‌تر در چند سال اخیر تعداد زیادی از درختان باغ توسط مالکان قطع شد. این باغ در کنار باغ فاتح جهانشهر در اصلاح طرح تفصیلی شهر کرج شناسایی و مشخص شد آنجایی که باغ است باید باغ بماند؛ گرچه تغییر کاربری این سرمایه زیست‌محیطی از سال‌های گذشته به بهانه‌های مختلف آغاز شد ولیکن روند آن به دلیل فشار افکار عمومی و همچنین مقاومت مسئولانی که خواستار حفظ این سرمایه ملی هستند متوقف شده است.
پیاده راه مجاور باغ سیب که در امتداد بلوار دانش قرار دارد فضایی مفرح و جذاب برای پیاده‌روی و دوچرخه سواری می‌باشد. این مسیر بسیار مورد توجه و استفاده ساکنین منطقه برای ورزش و پیاده‌روی است.

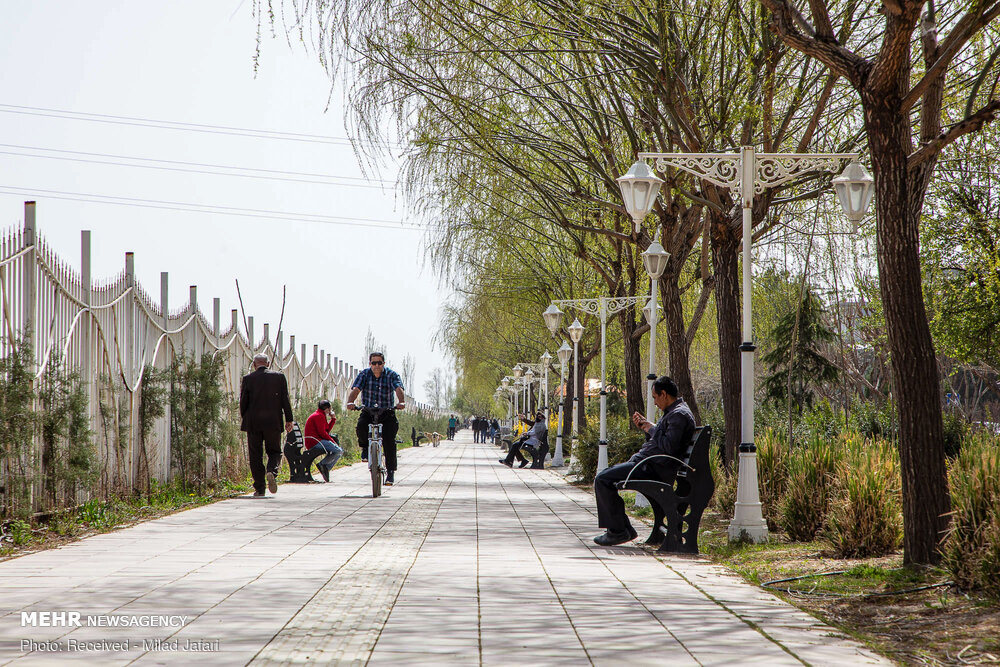
پیاده‌راه حاشیه باغ، بلوار دانش